# Bondkroken
Bondkroken är en sjö i Strängnäs kommun i Södermanland och ingår i Norrströms huvudavrinningsområde. Sjön har en area på 0,0655 kvadratkilometer och ligger 0,9 meter över havet. Sjön avvattnas av vattendraget Råcksta å (Bergaån).

## Delavrinningsområde
Bondkroken ingår i det delavrinningsområde (656965-157758) som SMHI kallar för Mynnar i Mälaren. Medelhöjden är 26 meter över havet och ytan är 2,22 kvadratkilometer. Räknas de 27 avrinningsområdena uppströms in blir den ackumulerade arean 260,89 kvadratkilometer. Råcksta å (Bergaån) som avvattnar avrinningsområdet har biflödesordning 2, vilket innebär att vattnet flödar genom totalt 2 vattendrag innan det når havet efter 71 kilometer. Avrinningsområdet består mestadels av skog (56 procent), jordbruk (17 procent) och sankmarker (15 procent). Avrinningsområdet har 0,07 kvadratkilometer vattenytor vilket ger det en sjöprocent på 3 procent.